# Мазатлан
Мазатлан (шп. Mazatlán) је град у Мексику у савезној држави Синалоа. Према процени из 2005. у граду је живело 352.471 становника.

## Становништво
Према подацима са пописа становништва из 2010. године, град је имао 381.583 становника.
| 1990.   | 1995.   | 2000.   | 2005.   | 2010.   |
| ------- | ------- | ------- | ------- | ------- |
| 262.705 | 302.808 | 327.989 | 352.471 | 381.583 |

## Партнерски градови
- Сијетл
- Тихуана
- Хам
- Санта Моника